# Dialetto veneziano
Il dialetto veneziano o veneto lagunare (nome nativo diałeto venesian o vèneto łagunar) è la variante del veneto parlata nella città di Venezia e nei territori limitrofi della laguna e della terraferma.

## Diffusione e varianti
Il dialetto veneziano propriamente detto è diffuso in tutto il comune di Venezia, sia nella maggior parte delle località lagunari e dell'estuario (Venezia centro storico, Murano, Lido, Malamocco), sia nelle località di terraferma (Mestre, Marghera, Favaro Veneto, Campalto e dintorni). Inoltre viene utilizzato nei comuni di Cavallino-Treporti e di Caorle (quest'ultimo costituisce una sorta di isola linguistica nella Venezia Orientale).
Considerando la totalità dei centri della laguna di Venezia e il loro immediato entroterra, si distinguono tuttavia altre varianti molto caratteristiche: il chioggiotto e il dialetto pellestrinotto di Pellestrina (parlati nel territorio della laguna sud), il dialetto di Burano e della laguna nord, il dialetto caorlotto di Caorle e il veneziano di terraferma. A Campagna Lupia (parte di terraferma della Laguna Sud) il dialetto è più simile al veneto centrale.
A causa delle influenze esercitate dalla città di Venezia sin dai tempi della serenissima, è possibile ritrovare i caratteri tipici del veneziano anche in altri dialetti. Risulta così essere alla base del dialetto di Treviso e dintorni (dal quale differisce specialmente a livello intonativo) e mostra notevoli vicinanze anche con il trevigiano rustico diffuso lungo la costa tra Piave e Livenza. Perfino le parlate urbane delle città di Padova, Rovigo, Vicenza rivelano dei legami con il veneziano, contrariamente alle varianti rustiche del veneto centrale. Infine, per quanto caratterizzati da un forte substrato friulano, in particolare negli accenti e nelle cadenze, sono basati sul veneziano e possono essere definiti dei "veneziani di esportazione" i cosiddetti veneti coloniali parlati in Friuli, Venezia Giulia, Istria e Dalmazia.

## Storia, uso e letteratura

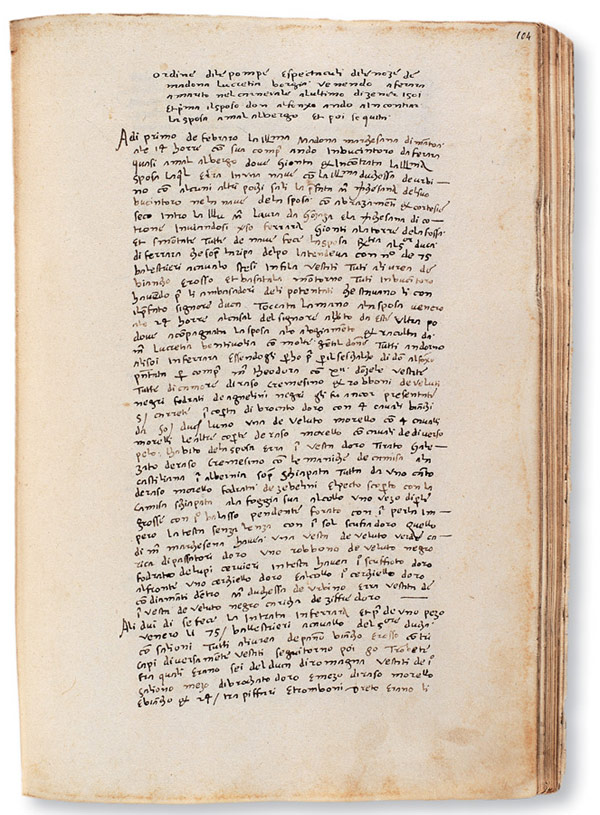
Pagine manoscritte tratte dalle opere di Marin Sanudo, redatte in veneziano.

Come quasi tutti gli altri dialetti parlati nella penisola italiana, il dialetto veneziano nacque dall'evoluzione del latino volgare, sviluppatosi a sua volta sulla base del substrato linguistico parlato nella zona prima della romanizzazione. In particolare, il dialetto veneziano si diffuse assieme alla presenza veneziana nelle colonie dell'Adriatico e del Mediterraneo orientale nei secoli XI e XIII, arricchendosi di apporti di altre lingue e continuando la sua evoluzione.
I documenti pubblici della Repubblica di Venezia, leggi, decreti e relazioni, furono prodotti in latino sino alla fine del Medioevo, dopo di che vennero redatti in italiano standard, con alcune incertezze grafiche, lessicali e grammaticali che collocano la lingua a metà strada tra l'italiano standard e il dialetto vero e proprio. Particolarmente interessanti, tuttavia, risultano le numerosissime relazioni presentate in Senato dagli ambasciatori veneziani di rientro dalle missioni diplomatiche: tali opere, in dialetto, riportavano infatti minute descrizioni dei paesi visitati, delle loro condizioni sociali, culturali e soprattutto politiche.
Tra il XV e il XVI secolo particolare importanza rivestirono le opere letterarie di Marin Sanudo, che con i suoi Diari, le sue storiografiche e geografiche fornisce importanti spaccati del mondo veneziano dell'epoca e soprattutto degli usi più particolari della lingua.
Il filologo Bruno Migliorini parla dell'uso dei dialetti veneti come eccezione; «Non manca tuttavia qualche eccezione: nei tribunali veneti le arringhe si fanno in un veneto illustre, intermedio tra la lingua [italiana] e il dialetto». Le arringhe dei tribunali, tuttavia, non possono rappresentare un esempio emblematico di uso ufficiale della lingua, in quanto avevano carattere prettamente orale e locale (a differenza delle sentenze, che si redigevano in italiano). In italiano sono scritte le sei/settecentesche mappe catastali (confini, opere fluviali ecc.), così come i dispacci dai possedimenti ottomani, che occasionalmente si possano trovare redatti anche in greco o arabo.
D'altronde, una caratteristica del dialetto veneziano, così come di moltissimi altri idiomi nel Medioevo e in alcuni casi anche in epoca moderna, era la mancanza di regole grammaticali fissate, cosicché l'espressione scritta della lingua risultava essere piuttosto libera e variabile nel tempo e a seconda del soggetto scrivente.
Nelle epoche più antiche il veneziano mutuò parte del proprio lessico dai referenti commerciali della città: termini greci (come pirón, "forchetta", dal vocabolo greco πιρούνι, pirúni), ma soprattutto arabi entrano nella parlata comune: l'arabo dar as-sina'a, per esempio, produsse in veneziano il termine darzanà, poi evoluto in darsena e Arsenàl. Progressivamente dunque il veneziano si sviluppò come lingua completa e autonoma, con un vasto numero di termini specifici e applicabili ai più diversi campi: dalla tecnica alla giurisprudenza, al commercio, alla letteratura.

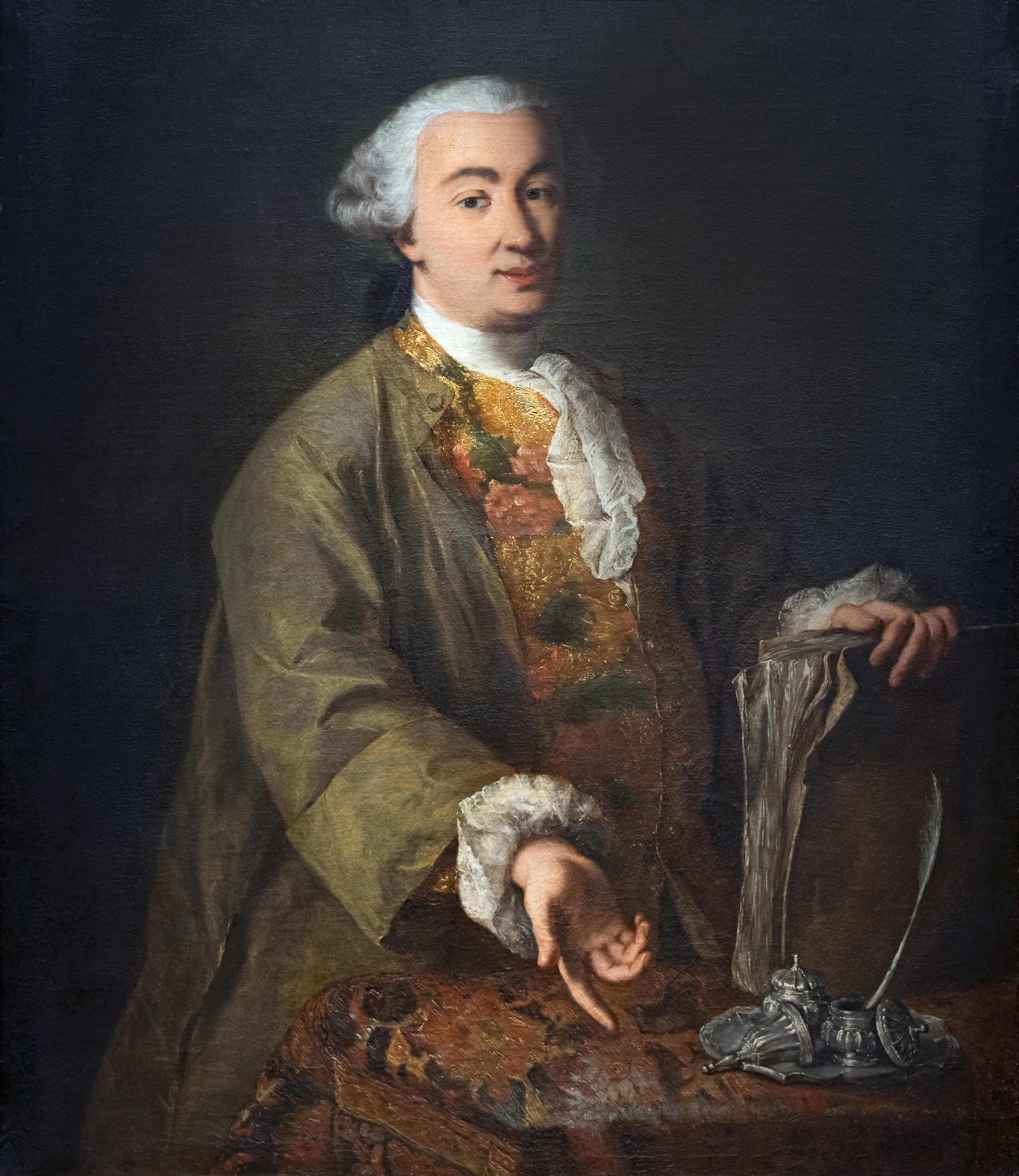
Carlo Goldoni, grande commediografo veneziano di fine Settecento.

Nel corso del XVIII secolo il dialetto veneziano cominciò a sentire un influsso più marcato da parte della lingua italiana, che nel contesto della cultura illuminista si affermava come lingua della comunicazione in tutta la Penisola. È questa l'epoca in cui il commediografo Carlo Goldoni portava sui palcoscenici spaccati di vita popolare veneziana. Era più che normale che le rappresentazioni della Commedia dell'arte fossero recitate in dialetto: la novità di Goldoni non consistette dunque nell'introduzione del dialetto nella recitazione teatrale, ma nella stesura di un copione scritto e vincolante anche per la commedia buffa. Il dialetto veneziano usato da Goldoni, per quanto addolcito e italianizzato (e non poteva essere altrimenti, dato che anche per Goldoni produrre un testo letterario scritto in dialetto restava una sperimentazione), è comunque un idioma concreto e caratterizzato, diversificato dagli strati sociali dei personaggi che lo utilizzano. Nelle opere di Goldoni compare anche la varietà dialettale del Veneto de mar, come il dialetto chioggiotto presentato nella famosa opera Le baruffe chiozzotte.
Dopo la caduta della repubblica di Venezia nel 1797, il veneziano subì un'opera di recupero, ma al contempo di cristallizzazione ad opera di numerosi letterati: 
- nel 1829, appena un trentennio dopo la fine dell'indipendenza, venne pubblicato il Dizionario del dialetto veneziano, opera di Giuseppe Boerio, edito a cura di Daniele Manin;
- nel 1847 Emanuele Antonio Cicogna pubblicò il Saggio di bibliografia veneziana, Tip. di G.B. Merlo, Venezia, 1847.
- nel 1851 Fabio Mutinelli pubblicava il Lessico Veneto, opera contenente in particolare preziose testimonianze della fraseologia forense in uso presso l'antica Repubblica;
- quasi contemporaneamente, nel 1853 la Storia documentata di Venezia di Samuele Romanin, redatta in italiano, raccoglieva al suo interno una preziosa antologia di documenti veneziani, sia pubblici che privati, distribuiti su tutto l'ampio arco temporale della storia veneziana.

Nel corso della breve dominazione della Francia e poi del più lungo periodo di sottomissione all'Impero d'Austria la parlata accolse progressivamente termini mutuati dal francese e dal tedesco.  La progressiva italianizzazione del contesto pubblico veneziano, tuttavia, portarono nel tempo ad una riduzione dei vocaboli in uso e all'adozione di costrutti verbali mutuati con maggior decisione dalla lingua italiana.

## Caratteristiche

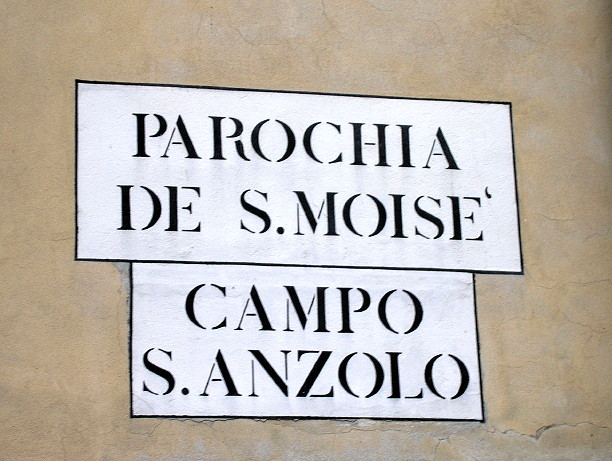
Nizioleto veneziano.

### Traslitterazione e grafia
Alla data odierna, non esiste una convenzione univoca per la traslitterazione della fonetica del dialetto veneziano. La Regione Veneto ha elaborato, col contributo di studiosi di linguistica e di storici, una proposta di traslitterazione, denominata Grafia Veneta Unitaria (GVU), con l'intento di rappresentare le varianti di pronuncia tipiche dei vari dialetti veneti. Tuttavia esistono anche altre traslitterazioni, più tradizionali e in uso da più tempo, come per esempio quella tipica dei nizioleti. A queste due traslitterazioni principali si aggiungono altre proposte di varianti, facenti comunque capo all'una o all'altra. In assenza di una convenzione univocamente accettata, si riportano entrambe le traslitterazioni principali e gli alfabeti fonetici corrispondenti.
Traslitterazione tradizionale
| Lettera | IPA           | Pronuncia |
| ------- | ------------- | --- |
| A       | [a]           | |
| B       | [b]           | |
| C       | [tʃ], [k]     | /tʃ/ davanti a ⟨e, i⟩, /k/ in tutte le altre posizioni |
| Ç       | [s], [z]      | la c con cediglia si origina a partire dalla forma della lettera "z" utilizzata in molte grafie medievali; in veneto e nel veneziano è sempre accompagnata da i e indica il suono "si": esempio tradiçion (tradizione) |
| Ch      | [k]           | davanti a ⟨i⟩ in alcune parole si pronuncia c come in cielo (es. vechio, pron. 'vecio') |
| D       | [d]           | |
| E       | [e], [ɛ]      | |
| F       | [f ~ ɸ]       | in alcuni dialetti si pronuncia più aspirata rispetto alla f italiana |
| G       | [dʒ ~ j], [g] | pronunciata come in Italiano, in alcune traslitterazioni, come nel caso dei nizioleti, viene usata davanti a e e i anche al posto della x o della z (es. doge invece di doxe).                                         |
| Gh      | [g]           | come la "g" in "ghepardo" |
| H       | ∅             | muta |
| I       | [i], [j ~ dʒ] | |
| L       | [l], [e̯ ~ j]  | si pronuncia come in italiano solo quando precede una consonante o si trova al termine di parola altrimenti assume un suono più debole o muto.                                                                         |
| M       | [m]           | |
| N       | [n], [ŋ]      | a fine parola o prima di una consonante risulta velare (come la "n" nella parola "mango") |
| Gn      | [ɲ]           | |
| O       | [o], [ɔ]      | |
| P       | [p]           | |
| Q       | [kw]          | |
| R       | [ɽ ~ r]       | retroflessa nel veneziano lagunare (così detta "erre di marghera") con possibile rotacismo della vocale che la precede                                                                                                 |
| S       | [s]           | pronunciata sempre sorda, molto simile al suono ss italiano |
| T       | [t]           | |
| U       | [u], [w]      | |
| V       | [v]           | |
| X       | [z]           | ha il suono di s sonora come in rosa (non usata nella grafia dei nizioleti) |
| Z       | [z]           | suono interdentale sonoro, intermedio tra la s di rosa e la j francese. In alcune traslitterazioni, come nel caso dei nizioleti, viene usata anche al posto della x.                                                   |

Traslitterazione secondo proposta GVU
| Lettera | IPA           | Pronuncia                                                                                           |
| ------- | ------------- | --------------------------------------------------------------------------------------------------- |
| A       | [a]           | |
| B       | [b]           | |
| C       | [tʃ], [k]     | [tʃ] davanti a ⟨e, i⟩, [k] in tutte le altre posizioni                                              |
| Ch      | [k]           | sempre dura come in "chiesa"                                                                        |
| D       | [d]           | |
| Dh      | [ð]           | fricativa interdentale sonora, corrispondente al suono "th" inglese in "that".                      |
| E       | [e], [ɛ]      | |
| F       | [f ~ ɸ]       | |
| G       | [dʒ ~ j], [g] | [dʒ ] davanti a ⟨e, i⟩, [g] in tutte le altre posizioni                                             |
| Gh      | [g]           | sempre dura come in "ghepardo"                                                                      |
| H       | ∅             | |
| I       | [i], [j ~ dʒ] | |
| J       | [dʒ ~ j]      | resa /dʒ/                                                                                           |
| L       | [l]           | come in italiano                                                                                    |
| Ł       | [e̯ ~ j]       | (L barrata) suono quasi muto tipico della elle intervocalica veneziana o della elle a inizio parola |
| M       | [m]           | |
| N       | [n], [ŋ]      | a fine parola è pronunciata con suono velare.                                                       |
| O       | [o], [ɔ]      | |
| P       | [p]           | |
| R       | [ɽ ~ r]       | |
| S       | [s]           | pronunciata sempre sorda come in "pasto", mai come in "casa"                                        |
| T       | [t]           | |
| Th      | [θ]           | fricativa interdentale sorda, corrispondente al suono "th" Inglese in "thing"                       |
| U       | [u], [w]      | |
| V       | [v]           | |
| Z       | [z]           | ha il suono di s sonora come in rosa                                                                |

Il veneziano inteso come dialetto parlato nell'ambito strettamente cittadino (ossia il centro storico insulare e le isole della Giudecca e del Lido, oltre che a Mestre, Marghera e in altre zone della terraferma veneziana, dove si è verificata una forte immigrazione dal centro storico) si differenzia rispetto agli altri dialetti della lingua veneta principalmente per quanto riguarda intonazione e pronuncia. La cadenza generale è quella tipica comune a tutti i dialetti della lingua veneta, ma nel veneziano cittadino il ritmo cantilenante in generale è meno pronunciato.
Assolutamente caratteristiche del dialetto cittadino sono anche alcune varianti di pronuncia che non si riscontrano negli altri dialetti veneti e in parte nemmeno nelle varianti parlate nelle altre isole della laguna:
- l'approssimazione della [l] in posizione intervocalica o a inizio parola in /j/ o in /ɰ/ (più comune) o la totale assimilazione alla vocale che segue (fenomeno chiamato "elle evanescente"). Si avranno quindi parole come łu, "lui" (tonico), pronunciata /'ju/; toła, "tavolo", pronunciato /'tɔɰa/; ałi e bovołeto, rispettivamente "ali" e "chiocciolette commestibili", pronunciate /'ai/ e /bovo'eto/. La descrizione del suono /ɰ/ viene descritto da Giulio Lepschy come "un'articolazione in cui l'aria passa attraverso un avvallamento nella parte centrale del dorso della lingua, sollevato verso la volta palatina, mentre i due lati del dorso della lingua sono a contatto con i lati della corona dei denti superiori". [8]
- La r è sempre retroflessa in /ɽ/ (come nella lingua albanese) in qualsiasi posizione si trovi, con possibile rotacismo delle vocale che la precede se [r] è seguita da una consonante (verde = /'vɝɽde/). La retroflessione della erre è una caratteristica che contraddistingue il dialetto veneziano dalle altre varianti della lingua veneta, ed è particolarmente diffusa nel centro storico di Venezia, così come a Mestre e Marghera. [9]
- Una pronuncia delle vocali e ed o tendenzialmente più chiusa per i termini strettamente tipici della lingua, ossia diversi dal corrispettivo italiano: per esempio, "ragazzi" si dice fiói invece che fiòi, sedia si dice caréga invece che carèga e così via.
- La i fra due vocali è resa come una affricata postalveolare sonora /d̠ʒ/, come mègio, pagia (meglio, paglia; negli altri dialetti veneti mèjo, paja) nell'imperfetto del verbo "essere": mi gero, ti ti geri, łu el/eła gera, nialtri gèrimo, vialtri geri, łori i/łore łe gera. Le altre varianti venete conservano l'approssimante palatale sonora (semivocale) /j/.

### Specificità grammaticali
Il veneziano si differenzia dagli altri dialetti del ceppo veneto anche per alcuni aspetti grammaticali specifici:
- Il troncamento della e finale di tutti i verbi all'infinito, per cui si dice per esempio magnàr, savér invece di magnàre, savére. Il troncamento è ricorrente anche per i sostantivi: es. el mar invece di el mare, el niziol invece di el nizioło (/niˈsjɔɰo/) (il lenzuolo). Così vengono troncate in -er i nomi delle professioni o quelli degli alberi: el forner, el figher (NB che figher è l'albero, laddove figo è il frutto), ecc. La variante presente nel veneto a sud di Venezia è invece fornaro, figaro; mentre a nord si mantiene sempre il troncamento.
- L'assenza di verbi in -ar con l'ultima sillaba non accentata, sostituiti da verbi in -er (es. tàsar "tacere", diventa tàxer; piàsar "piacere", diventa piàxer; bévar "bere", diventa béver, "godere" diventa "gòder" ). Per effetto di italianizzazione, alcuni di questi verbi presentano una variante che oltre al cambio della desinenza comporta uno spostamento dell'accento sull'ultima sillaba: es. taxér, piaxér, vedér.
- L'uso pressoché esclusivo della forma interrogativa non contratta per la seconda persona singolare del verbo èser ("essere") per cui si dice ti xé sicuro? ("sei sicuro?") invece di sito sicuro?, ti geri sicuro? invece di jèrito sicuro? e così via. La forma contratta (sistu sicuro?), esistente e usata nel passato, è ormai prevalentemente scomparsa dall'uso comune, diventando così un arcaismo; tale forma è invece ancora usata correntemente nelle città di Chioggia e Caorle e nel comune di Cavallino-Treporti.
- Nella coniugazione della seconda persona singolare si usa sempre il prefisso pronominale ti anziché te (es. "(tu) hai visto" diventa (ti) ti ga visto e non (ti) te ga visto come negli altri dialetti veneti).
- Nell'indicativo futuro la seconda persona singolare si coniuga allo stesso modo della terza, distinta sempre dal prefisso pronominale ti, per esempio: ti farà invece che te faré.
- Nei verbi ausiliari (èser, avér) e nei verbi servili (podér, volér, avér da) la seconda persona singolare dell'indicativo presente si declina allo stesso modo della terza, distinta sempre dal prefisso pronominale ti, per cui si dice ti xé invece di te sì, ti gà (da) invece di te ghé (da), ti pól invece di te pòi, ti vól invece di te vòi.
- Per i verbi in ér, la seconda persona plurale dell'indicativo presente termina in é anziché in ì: gavé (avete) invece di gavì, volé ("volete") invece di vuì e così via. Così anche gli imperativi vogliono le vocali "chiuse" ("tornatevene" si dirà tornévene anziché tornèvene).